# William Cramp and Sons
William Cramp and Sons est un chantier naval de la marine des États-Unis situé à Philadelphie en Pennsylvanie.

## Histoire
L'entreprise est fondée en 1825 par William Cramp.
En 1890, elle remporte le marché passé par l'US Navy pour la construction de ses premiers cuirassés : l'USS Indiana, l'USS Massachusetts, l'USS New York et l'USS Columbia et recrute l'architecte naval Lewis Nixon. Trois de ces bâtiments seront engagés contre la flotte espagnole en 1898 dans la bataille de Santiago de Cuba, combat qui marque l'avènement des États-Unis en tant que puissance navale. American Shipping and Commercial Corporation rachète le chantier naval en 1919 ; mais la baisse des commandes militaires consécutive au Traité de modération naval amène à sa fermeture temporaire en 1927 et malgré des contrats passés durant la Seconde Guerre mondiale définitive en 1947.